# Михайло II Комнін Дука
Михайло II Комнін Дука (грец. Μιχαήλ Β΄ Κομνηνός Δούκας; бл. 1206–1266/1268) — 3-й володар Епірського деспотату в 1230—1266/1268 роках. Намагався відновити вплив своєї держави на Балканах.

## Життєпис
Походив з гілки династії Ангелів. Позашлюбний син Михайла І, правителя Епіру. В 1215 році Михайло I був вбитий і володарем Епіру став його брат Феодор Комнін Дука. 1230 року після поразки останнього і полону болгарами Михайло отримав Епір, визнавши номінальну залежність від Фессалонікійської імперії.
Новий володар забезпечив собі підтримку місцевої аристократії, одружившись з представницею знатного роду Петраліфінів. Невдовзі встановив дружні стосунки з Нікейською імперією. Ймовірно, до 1236 року він отримав титул деспота від свого стрийка — фессалонікійського імператора Мануїла Дуки. 1237 року залежність від Фессалонік припинилося внаслідок повалення імператора Мануїла, який втік зберіг Фессалію. 1239 року відправив посольство до Фрідріха II Гогенштауфена, імператора Священної Римської імперії, з метою укладання військового союзу.
1241 року після смерті Мануїла, успадкував Фессалію. 1246 року скористався послабленням Болгарського царства, захопивши землі Албанії та північно-західній Македонії. У 1249 році його титул деспота було підтверджено нікейським імператором Іоанном III.
1251 року спробував відвоювати Фессалоніки в нікейців, війна тривала до 1253 року й завершилася невдало для Михайла II. Вимушений був поступитися володіннями в Фессалії та відправити сина Никифора як заручника до Нікеї.
1254 року уклав союзний договір з новим нікейським імператором Феодором II. 1257 року виступив проти останнього, завдавши поразки в Фессалії. Михайло II став планувати захоплення Фессалонік. Втім в цей час Манфред Гогенштауфен, король Сицилії, захопив Корфу та частину албанського узбережжя. Деспот Епіру вимушений був укласти з ним мирний договір.
1259 року знову виступив проти Нікейської імперії в союзі з Манфредом, королем Сицилії, і Вільгельмом II Віллегардуеном, князем Ахейї. Війська союзників вдерлися до Македонії, але зазнали поразки від військ Іоанна Палеолога в битві на рівнині перед Пелагонією. Після цього Михайло II втік на Іонічні острови. Нікейська армія зайняла Епір, але там зіткнулася із запеклим опором і була змушена відступити. Незабаром епірський деспот повернувся з військовою допомогою короля Манфреда.
1261 року виступив проти Михаїла VIII, який перед тим відвоював Константинополь та відновив Візантійську імперію. 1262 року було завдано поразки візантійському війську, що вдерлося до Епіру. Втім у 1264 році Михайло II був змушений вкотре визнати свою залежність від Візантійської імперії. Помер між 1266 та 1268 роками. Його володіння було розділено між синами Никифором і Іоанном.

## Родина
Дружина — Феодора, донька севастократора Петра Петраліфіни
Діти:
- Никифор (1240—1297), 4-й володар Епірського деспотату
- Іоанн (д/н—1280)
- Дмитрій (д/н — бл. 1304)
- Олена (1242—1271), дружина Манфреда Гогенштауфена, короля Сицилії
- Анна (д/н—1286), дружина Вільгельма II де Віллардуена, князя Ахейського

Коханка: 
Діти:
- Іоанн, правитель Фессалії
- Феодора